# Eve's bayou (L'estany de l'Eva)
Eve's bayou (L'estany de l'Eva) (títol original: Eve's Bayou) és una pel·lícula del 1997 escrita i dirigida per Kasi Lemmons, en el seu debut en la direcció. Ha estat doblada al català.

## Argument
Eve Batiste és una nena afroamericana de 10 anys que viu en una petita ciutadana de la Louisiana, junt amb el seu pare Louis, apreciat mèdic de la regió, la mare Roz, la germana més gran Cecily i la tia Mozelle. A través de la Mirada desencantada de la petita Eva, es relata és la història de la seva família, entre traïcions, ritus vudú i epíleg sagnant.

## Repartiment
- Jurnee Smollett-Bell: Eve Batiste
- Debbi Morgan: Mozelle Batiste Delacroix
- Samuel L. Jackson: Louis Batiste
- Lynn Whitfield: Roz Batiste
- Diahann Carroll: Elzora
- Lisa Nicole Carson: Matty Mereaux
- Meagan Good: Cisely Batiste
- Roger Guenveur Smith: Lenny Mereaux
- Vondie Curtis-Hall: Julian Grayraven
- Branford Marsalis: Harry
- Carol Sutton: Madame Renard
- Ethel Ayler: Gran Mere
- Jake Smollett: Poe Batiste
- Leonard L. Thomas: Maynard
- Victoria Rowell: Stevie Hobbs

## Rebuda
Premis
- Premis Independent Spirit 1998:
  - Independent Spirit a la millor primera pel·lícula
  - Independent Spirit a la millor actriu secundària a Debbi Morgan
- Premi National Board of Review 1997
  - Millor director debutant
- Premi Critics' Choice Movie 1998
  - Millor jove actriu a Jurnee Smollett
- Premi Chicago Film Critics Association 1998
  - Millor actriu no protagonista a Debbi Morgan

Crítiques
- Una aclamada cinta (el crític Roger Ebert la va declarar la millor pel·lícula de l'any 1997) de cinema independent americà dirigit per l'actriu Kasi Lemmons (Candyman, El silenci dels anyells). Aquest és el seu primer llargmetratge com a directora, produït per Samuel L. Jackson.[3]
- "Va venir amb l'etiqueta de la millor pel·lícula independent de 1997 als EUA i una acceptable taquilla, malgrat el seu modest pressupost. Però té vocació de telefilm i explica en off més del ques mostra en pantalla: Mal detall"[4]